# Kilmersdon
Kilmersdon är en ort och civil parish i Storbritannien.   Den ligger i grevskapet Somerset och riksdelen England, i den södra delen av landet, 160 km väster om huvudstaden London. Kilmersdon ligger 90 meter över havet och antalet invånare är 541.
Terrängen runt Kilmersdon är huvudsakligen platt. Kilmersdon ligger nere i en dal. Runt Kilmersdon är det ganska tätbefolkat, med 144 invånare per kvadratkilometer. Trakten runt Kilmersdon består i huvudsak av gräsmarker.